# Leptothorax minozzii
Leptothorax minozzii är en myrart som beskrevs av Santschi 1922. Leptothorax minozzii ingår i släktet smalmyror, och familjen myror. Inga underarter finns listade i Catalogue of Life.